# Irgo variedad2
Irgo variedad2 es el nombre de una variedad cultivar de manzano (Malus domestica) Esta manzana está cultivada en la colección de germoplasma de manzanas del CSIC, también está cultivada en la colección de germoplasma de peral y manzano en la "Finca de Gimenells de la Estación Experimental de Lérida - IRTA". Esta manzana es originaria de la Comunidad autónoma de Cataluña, procedente de un ejemplar localizado en el año 2001 en el municipio de Pont de Suert, capital de la comarca de Alta Ribagorza, Lérida.

## Sinónimos
- "Poma Irgo-2",[3]
- "Irgo-2 M066",[3]
- "Manzana Irgo variedad2".[7]

## Historia
'Irgo variedad2' es una variedad de manzana de Cataluña, está catalogada con el número de accesión M066 en el Banco de germoplasma de peral y manzano de la Universidad de Lérida, que se encuentra integrado en la Red de Colecciones del Programa de Conservación y Utilización de los Recursos Fitogenéticos para la Alimentación y la Agricultura, del Plan Nacional de I+D+I.
'Irgo variedad2' está considerada con otras muchas de las entradas que se han incorporado al Banco de germoplasma en la "Finca de Gimenells de la Estación Experimental de Lérida - IRTA", provienen de ejemplares únicos, en algunos casos, actualmente desaparecidos, lo que ha permitido paliar la erosión genética que se está dando en estas especies frutales.
'Irgo variedad2' es una variedad que se cultiva para su conservación genética, para posibles usos y mejoras en cruces con otras variedades, para incrementar cualidades o intercambiarlas.

## Características
El manzano de la variedad 'Irgo variedad2' tiene un vigor medio de tipo ramificado, con porte erguido; ramos con pubescencia media, de un grosor delgado, con longitud de entrenudos medios, número de lenticelas medio, relación longitud/grosor de los entrenudos grande, tipo de ramos fructíferos sin predominio; época de inicio de floración media, yema fructífera de forma ovoide-cónica de una longitud corta, flor no abierta presenta color del botón floral rosa oscuro, flor de tamaño medio, pétalos con posición relativa de los bordes tangentes, inflorescencia con número medio de flores medio, de forma plana o ligeramente cupuliforme, sépalos de color predominante verde, sépalos de longitud media, con los pétalos de longitud media y anchura corta, siendo la relación longitud/anchura de los pétalos bastante más largos, estilos con longitud en relación con los estambres más largos, estilos con punto de soldadura lejos de la base.
Las hojas tienen un porte horizontal en relación con el ramo, limbo de longitud medio y de anchura medio, con una relación longitud/anchura media, forma del borde aserrada, peciolo con longitud medio, forma del limbo elíptico-alargada, aspecto de la superficie del haz medianamente brillante, pubescencia del envés media, plegamiento de la superficie ondulada, tamaño de la punta grande, forma de la base aguda, estípulas con una forma  filiformes, y ángulo del peciolo respecto al ramo mediano.
La variedad de manzana 'Irgo variedad2' tiene un fruto de tamaño y peso medio; forma cónica, relación longitud/anchura grande, lados (ausencia o presencia de lados marcados) medio, posición de la anchura máxima hacia el pedúnculo; piel con estado ceroso fuerte, pruina de la epidermis ausente o muy débil; con color de fondo verde blanquecino, importancia del sobre color débil, sobre color de superficie naranja, siendo su intensidad claro, reparto del color en la superficie difuminado, acusando unas lenticelas medianas, y una sensibilidad al "russeting" (pardeamiento áspero superficial que presentan algunas variedades) en las caras laterales ausente o muy débil; pedúnculo con una longitud medio, y un grosor delgado, anchura de la cavidad peduncular media, profundidad de la cavidad pedúncular media, y con importancia del "russeting" en cavidad peduncular débil; coronamiento por encima del cáliz ausente o muy débil, anchura de la cav. calicina media, profundidad de la cav. calicina poco profunda, y con importancia del "russeting" en cavidad calicina ausente o muy débil; ojo de tamaño medio, cerrado; sépalos de longitud largos.
Carne de color blanca, con oscurecimiento de la carne al corte medio; textura media, dureza de la carne muy dura, de jugosidad jugoso; sabor bueno; corazón con distinción de la línea media; eje abierto; lóculos carpelares parcialmente cerrados; porte del sépalo parcialmente extendido; semilla de longitud mediana, de anchura medianamente ancha, y de color marrón oscuro.
La manzana 'Irgo variedad2' tiene una época de maduración y recolección de fruto muy tardía, finales de otoño. Se usa como manzana de mesa fresca y para sidra.

## Calidad de fruto y prueba de cata
- Peso del fruto: Medio
- Calibre del fruto: Medio
- Longitud del fruto: Media
- Índice de almidón: Medio
- Dureza medida de la carne: Alta
- Índice refractométrico (IR): Medio
- Acidez titulable: Media
- Jugosidad de la carne: Jugoso
- Textura de la carne: Media
- Dureza sensorial de la carne: Dura
- Dulzor: Medio
- Acidez: Media
- Intensidad del sabor de la carne: Media
- Sabor: Bueno
- Valoración global del fruto: Bueno.[3]

## Características Agronómicas
- Afinidad del injerto (compatibilidad): Buena
- Facilidad de formación y poda: Baja
- Tipo de fructificación: Tipo III
- Precocidad varietal: Media
- Vecería: Alta
- Productividad: Alta
- Necesidad de aclareo: Alta
- Escalonamiento de la maduración del fruto: Medio
- Sensibilidad a la caída en maduración: Baja
- Aptitud para la conservación del fruto en árbol: Alta
- Aptitud para la conservación del fruto en almacén o cámara: Alta
- Sensibilidad al moteado: sin datos
- Sensibilidad al oídio: sin datos
- Sensibilidad a pulgón lanígero: Alta.[3]